# 나주 남파고택
나주 남파고택(羅州 南坡古宅)은 대한민국 전라남도 나주시에 있는 조선시대의 가옥이다. 2009년 12월 17일 대한민국의 국가민속문화재 제263호로 지정되었다.

## 개요
나주 남파고택은 조선시대 후기(1884년)에 남파 박재규가 건립하여 후대에 이르면서 1910년대와 1930년대에 개축한 건물로 전라남도에 있는 단일 건물로는 가장 큰 크기를 가진 개인주택이며 관아건물 형태를 모방하고 있는 건물로서 남도 지방 상류주택의 구조가 비교적 잘 나타나고 있다.
특히 집안에 보존하고 있는 각종 민구류, 공예품(특히 각 지방별 종이류) 등이 시대별로 잘 갖추어져 있어서 호남 나주지방의 생활문화 연구에 큰 자료가 된다.
따라서 '나주 남파고택'은 호남지방의 대표적 양반집으로서 상당한 규모와 격식을 갖추고 있으며 집안의 내력과 함께 시대적 특징이 잘 간직된 19세기 후반의 전남지방 반가로서 민속학적·건축학적 가치 등 문화재적 가치가 충분하다.
당초에는 전남나주 문화재자료 나주 박경중가옥(제153호)로 지정(1987. 6. 1)되었으나 신청(2008. 6.24)을 받아 국가지정문화재 중요민속자료 제263호로 지정(2009.12.17)되었다.

## 참고 자료
- 나주 남파고택 - 국가유산청 국가유산포털